# Decollage
Decollage lub dekolaż (z fr. décollage) – przeciwieństwo kolażu; sztuka polegająca na odklejaniu, zrywaniu kolejnych warstw, odkryta przez Lea Maleta w 1934 r. Jest uprawiana intensywnie od 50 lat., m.in. przez Jacques'a de la Villeglé, François Dufrene'a i Mimma Rotellę. W następnej dekadzie terminu tego zaczął używać Wolf Vostell w stosunku do swoich akcji, w trakcie których dokonywał destrukcji atrybutów społeczeństwa konsumpcyjnego (np. telewizora).